# Verkiezingen voor het Europees Parlement 1981
Naar aanleiding van de toetreding van Griekenland tot de Europese Unie werden op 18 oktober 1981 in dat land tussentijdse verkiezingen voor het Europees Parlement gehouden.
Aan Griekenland werden 24 zetels in het Europees Parlement toegedeeld. Het totaal aantal zetels in het Europees Parlement steeg hierdoor naar 434.